# Aleiodes krulikowskii
Aleiodes krulikowskii är en stekelart som först beskrevs av Kokujev 1898.  Aleiodes krulikowskii ingår i släktet Aleiodes och familjen bracksteklar. Inga underarter finns listade i Catalogue of Life.